# LNWR classe Precursor (Webb)
La Classe Precursor (première du nom) est un modèle de locomotives à vapeur de disposition d'essieux Porter (120) (2-4-0 dans la nomenclature britannique) du London and North Western Railway (LNWR). Apparues en 1874, elles disparaissent au plus tard en 1895 mais ont fortement influencé les locomotives-tender de la classe 5-foot 6-inch dont les dernières représentantes servent jusque 1955. 
Elles sont également proches des locomotives à plus grandes roues de la classe Precedent.

## Histoire

### Origines
En 1866 John Ramsbottom (en), ingénieur en chef du London and North Western, fait réaliser leurs premières locomotives pour trains express à deux essieux accouplés. Elles sont notamment affectées aux lignes plus accidentées où les machines à un essieu moteur telles que les Problem Class se montrent dépassées.
Prenant ses fonctions en 1871, Francis Webb commencera par réaliser des copies améliorées de la classe Newton ainsi que des Samson de 1863 moins puissantes et dotées de roues moins grandes. La section de Crewe à Carlisle de la ligne du LNWR menant à l’Écosse (actuelle West Coast Main Line) comporte des rampes où les locomotives existantes peinent à remorquer les grands express de la compagnie. Les seules machines à roues de diamètre moyen capables de fournir une puissance supérieure sont les 030 de la classe DX Goods dont la vitesse maximale est trop faible.

### Mise au point

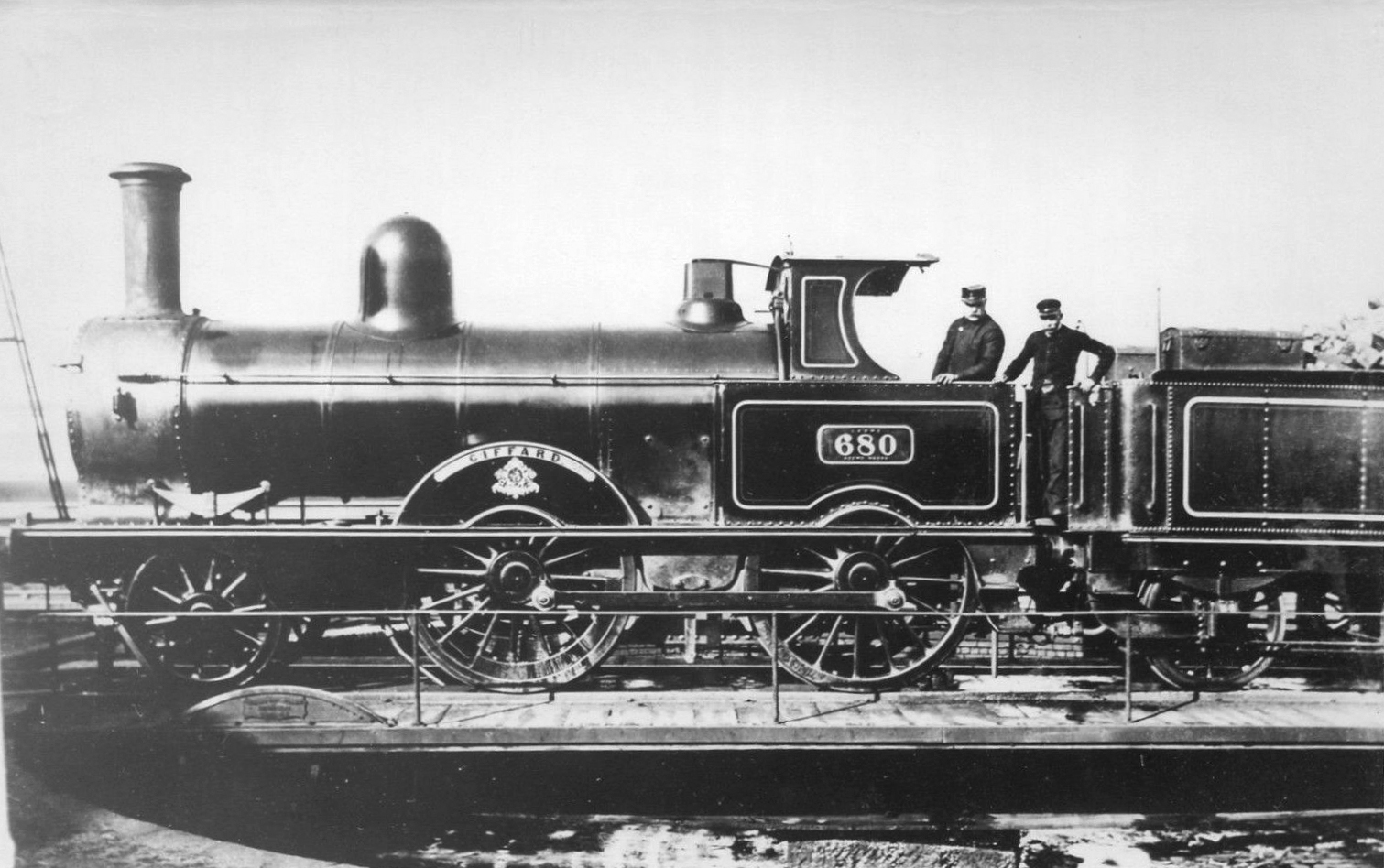
Vue rapprochée de la no 680 Giffard

Venant de créer les locomotives pour trains de marchandises à petites roues de la classe 17-inch Coal afin d'éloigner les DX Goods des trains les plus lourds, Francis Webb réutilise leur chaudière combinée à un nouveau châssis pourvu d'un essieu porteur en arrière de la boîte à fumée et deux essieux moteurs dont le diamètre (sans compter le bandage de roulement) est de 5 pieds 6 pouces. Ces roues, les plus petites de celles des 120 à tender séparé mises au point par le LNWR à cette époque, limitent la vitesse de pointe mais garantissent un meilleur effort de traction.
Une première tranche de 20 locomotives est livrée en 1874 et suivie par 10 autres en 1878 puis 10 en 1879. La numérotation est dans le désordre, le LNWR n'affectant pas de numérotation continue et réutilisant sans cesse ceux de locomotives mises à la retraite. L'ensemble des locomotives de la série porte un nom de baptême, gravé sur une plaque recourbée sur les couvre-roues du premier essieu ; la première est nommée Precursor.

### Évolutions
Pour la traction des express sur les lignes ordinaires, Francis Webb réalise rapidement une évolution de la classe Precursor : la classe Precedent dotée de roues atteignant les 1 981 mm et un foyer agrandi. La première apparait à la fin de l'année 1874 et un total de 70 sont mises en service par le LNWR jusqu'en 1882.
S'inspirant des Precedent mais avec une chaudière de plus grand diamètre, les Improved Precedent sont réalisées entre 1887 et 1901 par remplacement de toutes les Newton puis de la plupart des Precedent. Le même principe appliqué aux Samson en 1889-1899 donne naissance aux Waterloo dotées de roues de 1 905 mm.

### Fin de carrière
Les Precursor de 1874-1879 semblent ne pas avoir donné de résultats satisfaisants, en particulier après l'arrivée des Waterloo capables de vitesses plus élevées. L'ensemble de la série est radié entre 1892 et 1895. Leur tender séparé rendait peu pratique leur redéploiement sur de petites lignes avec des terminus en impasse.
La base des Precursor, en particulier le diamètre des essieux, la chaudière, les cylindres et une partie du châssis, sera copiée par Francis Webb pour la mise au point de locomotives-tender pour trains omnibus (LNWR classe 5ft 6in tank) qui se distinguent par leur essieu porteur arrière et leurs réserves de carburant. Un total de 160 seront construites entre 1890 et 1898 et la plupart étaient encore utilisées à la fin des années 1920, les dernières roulant jusqu'en 1955.
Le nom de Precursor sera quant à lui repris pour la première locomotive d'une nouvelle classe étudiée par George Whale (en), le successeur de Webb. Ces nouvelles Precursor de 1904 sont de disposition 220 avec une chaudière de grand diamètre qui sera employée sur de nombreux modèles du LNWR. Par extension, les 50 locomotives tender de disposition 221T, dérivées de ce modèle en 1906, seront appelées Precusror Tank.